# Арташар
Арташар (вірм. Արտաշար) — село в марзі Армавір, на заході Вірменії. Село розташоване за 16 км на схід від міста Армавір на ділянці залізниці Масіс — Армавір, за 3 км на схід від села Зартонк.